# قائمة المحطات الإذاعية في أفريقيا
يمكن تصنيف المحطات الإذاعية في البلدان الأفريقية إلى ثلاثة مجالات رئيسية: العامة والتجارية والمجتمعية. تخضع إدارة هذه المحطات الإذاعية للطرق المفضلة لكل منطقة.

## الجزائر
الإذاعة الجزائرية (ENRS) هي هيئة الإذاعة العامة الحكومية في الجزائر.

## متردد اذاعة القرآن الكريم صر
اتحاد الإذاعة والتلفزيون المصري (ERTU) هو هيئة الإذاعة والتلفزيون الحكومية في مصر. في المجموع، هناك محطتان إذاعيتان خاصتان جزئيًا وواحدة خاصة.
شرم الشيخ
- 88 ميغا هرتز ؟ (أحادي) - محتوى منطوق.
- 4 هرتز عام (أحادي)
- 91 ميوزيكال ميوزيكال (ستيريو)
- 92 ميغا هرتز ؟ (أحادي) - محتوى منطوق.
- 94 ميغا هرتز ؟
- 95 ميغا هرتز ؟ (أحادي) - محتوى منطوق.
- 97 ميغا هرتز ؟
- 99 ميغاهيرتز جنوب سيناء (أحادي) - محتوى منطوق.

دهب
- 92 ميغاهيرتز القرآن (مونو)
- 98 ميغاهيرتز ? (مونو) - المحتوى المنطوق.
- 103 ميغاهيرتز ? (مونو) - المحتوى المنطوق.
- 107 ميغاهيرتز البرنامج الأوروبي (ستيريو).

## مالي
مكتب الإذاعة والتلفزيون مالي (ORTM) هي هيئة الإذاعة الحكومية في مالي، والتي تمتلك:
 

## النيجر
راديو وتلفزيون النيجر أو ORTN، هي هيئة البث الحكومية في النيجر، والتي تمتلك:
 

## رواندا
المكتب الرواندي للإعلام (ORINFOR) هو هيئة الإذاعة الحكومية في رواندا، والتي تمتلك:
 

## جنوب السودان
- بي بي سي WS أفريقيا
- بي بي سي WS عربي
- راديو بخيتة (جوبا)
- راديو عمانوئيل (توريت)
- راديو عيد الفصح (ياي)
- صوت الأمل (واو)
- راديو أنيسة (يامبيو)
- أخبار جيدة (رومبيك)
- صوت المحبة (ملكال)
- راديو دون بوسكو (توريت)
- مرايا FM
- مونتي كارلو الدولية

## تونس
منذ عام 2007، أصبحت مؤسسة الإذاعة التونسية (RT) هي الإذاعة الحكومية التونسية التي تمتلك:
 

## أنظر أيضا
- قوائم الصحف في افريقيا
- قائمة المحطات التلفزيونية في أفريقيا

## روابط خارجية
- FM Online Streaming قاعدة بيانات عالمية لمحطات FM
- التنبؤ باستقبال FM في جميع أنحاء العالم FMSCAN
- قاعدة بيانات Ecouter Radio Rn Direct العالمية لمحطات MW و LW
- MWSCAN في جميع أنحاء العالم تنبؤات استقبال MW و SW
- قاعدة بيانات AfricaRadios في جميع أنحاء العالم لمحطات MW و LW